# Guatteria galeottiana
Guatteria galeottiana är en kirimojaväxtart som beskrevs av Henri Ernest Baillon. Guatteria galeottiana ingår i släktet Guatteria och familjen kirimojaväxter. Inga underarter finns listade i Catalogue of Life.